# Kärleksfiol
Kärleksfiol - Klang av understrängar är ett studioalbum av Pelle Björnlert och Anders Rosén, utgivet 1986. Skivan är deras första och enda tillsammans. Den har inte återutgivits och finns således endast på LP.

## Låtlista
1. "Kärleksfiol"
2. "Kadrilj" (efter August Envall, Tuna)
3. "Polonäs G-dur" (efter Andreas Dahlgren, Fågelvik)
4. "Rovpolskan" (efter Carl-Johan Nilsson, Kisa)
5. "Polonäs" (efter A P Roos, Horn)
6. "Bröllopsmarsch" (efter Nils Bernhard Ljunggren, Markaryd)
7. "Polska" (efter Olof Styrlander d ä, Häradshammar)
8. "Polska" (efter Anders Fredrik Andersson, Tryserum)
9. "Hurtemors polska"
10. "Östgötasverpen"
11. "Den engelska klockan"
12. "Polska" (efter Abraham Hagholm, Godegård)
13. "Polska" (efter Abraham Hagholm, Godegård)
14. "Polska" (efter Abraham Hagholm, Godegård)
15. "Polonäs" (efter Nils Johan Nyberg, Herrberga)
16. "Polonäs" (efter Anders Larsson, Sexdrega)
17. "Polonäs A-dur" (efter Andreas Dahlgren, Fågelvik)
18. "Rovpolskan" (efter Per Gustaf Florell, Nås)
19. "Polska D-dur" (efter Fredrik Salling, Svärdsjö)
20. "Polska A-dur" (efter Fredrik Salling, Svärdsjö)
21. "Polska G-dur" (efter Fredrik Salling, Svärdsjö)
22. "Uti din nåd o fader blid" (efter Johanna Markusson, Transtrand)
23. "Polonäs G-moll" (efter Olof Larsson, Kumla)
24. "Polonäs F-dur" (efter Olof Larsson, Kumla)

## Medverkande musiker
- Pelle Björnlert - fiol
- Anders Rosén - fiol